# 3235 Melchior
3235 Melchior је астероид главног астероидног појаса чија средња удаљеност од Сунца износи 2,688 астрономских јединица (АЈ).
Апсолутна магнитуда астероида је 13,4.